# Aurélien Sauvageot
Aurélien Sauvageot (n. 13 aprilie 1897, Constantinopol, Imperiul Otoman – d. 5 decembrie 1988, Aix-en-Provence, Franța) a fost un lingvist francez, fondator al studiilor lingvistice fino-ugrice din Franța.

## Biografie
El era încă elev la École normale supérieure atunci când Antoine Meillet, unul dintre cei mai mari lingviști francezi, i-a propus să se dedice studiului limbilor fino-ugrice. A plecat astfel în octombrie 1918 în Suedia, unde a urmat cursuri de limbi balto-finice. În iunie 1919 a ajuns în Finlanda, unde a rămas până în octombrie. În noiembrie 1923 a plecat la Budapesta pentru a preda limba franceză la Colegiul Eötvös József și pentru a studia limba maghiară. A rămas în Ungaria timp de aproape opt ani. În cele din urmă, în 1931, după ce și-a susținut teza de doctorat, a inaugurat prima catedră de limbi fino-ugrice din Franța la École des langues orientales din Paris. În 1932 a publicat Grand dictionnaire français-hongrois, care va fi urmat în 1937 de dicționarul maghiar-francez. În timpul regimului de la Vichy, Sauvageot a fost eliberat din funcție în 1941 din cauza apartenenței sale la francmasonerie, dar a fost repus în funcție în februarie 1943 la cererea expresă a ambasadelor Finlandei și Ungariei. Între timp, pentru a câștiga bani, a tradus cărți din limba finlandeză, care se refereau mai ales la războiul cu Uniunea Sovietică.
În 1949 a publicat Esquisse de la langue finnoise, studiu original și personal foarte îndepărtat de gramaticile tradiționale. În 1951 a repetat această experiență în lucrarea Esquisse de la langue hongroise, arătând că limba maghiară are mecanisme gramaticale sistematice. Zece ani mai târziu a publicat Les Anciens Finnois, o inițiere în istoria veche a finlandezilor. Printre lucrările sale ulterioare despre limbile și culturile fino-ugrice pot fi citate Premier Livre de hongrois (1965), Histoire de Finlande (1968), L'Édification de la langue hongroise (1971), L'Élaboration de la langue finnoise (1973). El este, de asemenea, autorul a numeroase cărți despre limba franceză, mai ales despre franceza vorbită și despre franceza de bază. A mai publicat, de asemenea, articole despre dialectele tahitian, eschimos, youkaguire sau limbile samoedice, precum și traduceri ale unor opere din literatura maghiară.
După 35 de ani de activitate didactică, s-a pensionat în 1967 și s-a retras la Aix-en-Provence. Avea vârsta de 91 de ani atunci când a apărut ultima sa carte publicată în timpul vieții, Souvenirs de ma vie hongroise. În 1992 a fost tipărită o lucrare postumă care rezumă ideile sale cu privire la limbi și lingvistică: La Structure du langage.

## Opera

### Eseu cu caracter autobiografic
- Rencontre de l'Allemagne, les éditions Nord-Sud, 1947

### Cărți de lingvistică
- L'Emploi de l'article en gotique, Librairie Ancienne Honoré Champion, 1929
- Esquisse de la langue finnoise, la Nouvelle Édition, 1946
- Les Langues finno-ougriennes à l'École nationale des langues orientales vivantes, Imprimerie nationale de France, 1948
- Français écrit, français parlé, Larousse, 1962
- L'Édification de la langue hongroise, Klincksieck, 1971
- L'Élaboration de la langue finnoise, Société de linguistique de Paris, 1973

### Traduceri

#### Din finlandeză
- Guerre dans le désert blanc (Korpisotaa), Pentti Haanpää, Gallimard, 1942
- Sous la voûte de feu (Tuliholvin alla), Eino Hosia, Sté Parisienne de Librairie et d'édition, 1944
- C'est ça… (Sellaista se on…), Eero Kiviranta, Société Parisienne de Librairie et d'édition, 1944

#### Din maghiară
- Les trois fils de Cœur-de-Pierre (A Kőszivű ember fiai), Mór Jókai, Publications orientalistes de France

### Prefețe
- fr  Mika Waltari; Aurélien Sauvageot (1995). Un inconnu vint à la ferme [Vieras mies tuli taloon] (avant-propos). Folio. 2751. Tradus de Lucie Thomas. Paris: Gallimard. p. 221. ISBN 978-2-070-39375-6. OCLC 406974851.
- La femme du pasteur (Papin rouva), Juhani Aho/J.Perrin d'Agnel, la Nouvelle Édition, 1946

### Contribuții în opere colective
- Finlande, lucrare colectivă, éd. Horizons de France, 1940

În această carte, publicată pentru a sprijini Finlanda în războiul cu Uniunea Sovietică (Războiul de Iarnă), Aurélien Sauvageot a scris Un regard sur l'histoire de la Finlande și Le problème des langues și a tradus Ordinul de zi al mareșalului Mannerheim elaborat cu ocazia semnării tratatului de pace care a pus capăt acestui război.
- Hommage à Michael Canale (1949-1989), Guy Rondeau (1930-1987), Aurélien Sauvageot (1897-1988), Hans Heinrich Stern (1913-1987). Études de linguistique appliquée, N. S. N° 75, 3. Didier (azi Klincksieck), Paris 1989 ISSN 0071-190X